# Coppa Davis 2009 Zona Asia/Oceania
La Zona Asia/Oceania (Asia and Oceania Zone) è una delle tre divisioni zonali nell'ambito della Coppa Davis 2009. Essa è a sua volta suddivisa in quattro gruppi (Group I, Group II, Group III, Group IV) formati rispettivamente da 8, 8, 16 e 10 squadre, inserite in tali gruppi in base ai risultati ottenuti l'anno precedente.

## Gruppo I
|                                                           | Play-off 2º turno 18-20 settembre                         | Play-off 2º turno 18-20 settembre                         | Play-off 2º turno 18-20 settembre                         |                                                           |  | Play-off 1º turno 10-12 luglio     | Play-off 1º turno 10-12 luglio     | Play-off 1º turno 10-12 luglio     |                                    |                                     | 1º turno 6-8 marzo                  | 1º turno 6-8 marzo                  | 1º turno 6-8 marzo                  |                               |                                                   | 2º turno 8-10 maggio                              | 2º turno 8-10 maggio                              | 2º turno 8-10 maggio                              |                                                   |                                     |
|                                                           |                                                           |                                                           |                                                           |                                                           |  |                                    |                                    |                                    |                                    |                                     |                                     |                                     |                                     |                               |                                                   |                                                   |                                                   |                                                   |                                                   |                                     |
|                                                           |                                                           |                                                           |                                                           |                                                           |  |                                    |                                    |                                    |                                    |                                     | Nonthaburi, Thailandia (cemento)    |                                     |                                     |                               |                                                   |                                                   |                                                   |                                                   |                                                   |                                     |
|                                                           |                                                           |                                                           |                                                           |                                                           |  |                                    |                                    |                                    |                                    |                                     | 1                                   | Australia                           | 3                                   |                               |                                                   |                                                   |                                                   |                                                   |                                                   |                                     |
|                                                           |                                                           |                                                           |                                                           |                                                           |  | Nonthaburi, Thailandia (cemento)   | Nonthaburi, Thailandia (cemento)   | Nonthaburi, Thailandia (cemento)   | Nonthaburi, Thailandia (cemento)   |                                     |                                     | Thailandia                          | 2                                   |                               |                                                   |                                                   |                                                   |                                                   |                                                   |                                     |
|                                                           |                                                           |                                                           |                                                           |                                                           |  |                                    | Thailandia                         | 0                                  |                                    |                                     |                                     |                                     |                                     |                               | 1                                                 | Australia                                         |                                                   |                                                   |                                                   |                                     |
|                                                           |                                                           |                                                           |                                                           |                                                           |  |                                    | Kazakistan                         | 5                                  |                                    | Kaohsiung, Taiwan (cemento)         | Kaohsiung, Taiwan (cemento)         | Kaohsiung, Taiwan (cemento)         | Kaohsiung, Taiwan (cemento)         |                               | 4                                                 | India                                             | w/o                                               |                                                   |                                                   |                                     |
|                                                           |                                                           |                                                           |                                                           |                                                           |  |                                    |                                    |                                    |                                    | 4                                   | India                               | 3                                   |                                     |                               |                                                   |                                                   |                                                   |                                                   |                                                   |                                     |
|                                                           | Jiaxing, Cina (cemento indoor)                            | Jiaxing, Cina (cemento indoor)                            | Jiaxing, Cina (cemento indoor)                            | Jiaxing, Cina (cemento indoor)                            |  |                                    |                                    |                                    |                                    |                                     | Taipei cinese*                      | 2                                   |                                     |                               |                                                   |                                                   |                                                   |                                                   |                                                   |                                     |
|                                                           |                                                           | Thailandia                                                | 1                                                         |                                                           |  |                                    |                                    |                                    |                                    |                                     |                                     |                                     |                                     |                               |                                                   |                                                   |                                                   |                                                   |                                                   |                                     |
|                                                           |                                                           | Cina                                                      | 4                                                         |                                                           |  |                                    |                                    |                                    |                                    | Osaka, Giappone (erba indoor)       | Osaka, Giappone (erba indoor)       | Osaka, Giappone (erba indoor)       | Osaka, Giappone (erba indoor)       | Osaka, Giappone (erba indoor) |                                                   |                                                   |                                                   |                                                   |                                                   |                                     |
|                                                           |                                                           |                                                           |                                                           |                                                           |  |                                    |                                    |                                    |                                    |                                     |                                     | Cina                                | 0                                   |                               |                                                   |                                                   |                                                   |                                                   |                                                   |                                     |
|                                                           |                                                           |                                                           |                                                           |                                                           |  | Chuncheon, Corea del Sud (cemento) | Chuncheon, Corea del Sud (cemento) | Chuncheon, Corea del Sud (cemento) | Chuncheon, Corea del Sud (cemento) |                                     | 3                                   | Giappone                            | 5                                   |                               |                                                   | Namangan, Uzbekistan (terra indoor)               | Namangan, Uzbekistan (terra indoor)               | Namangan, Uzbekistan (terra indoor)               | Namangan, Uzbekistan (terra indoor)               | Namangan, Uzbekistan (terra indoor) |
|                                                           |                                                           |                                                           |                                                           |                                                           |  | Cina                               | 2                                  |                                    |                                    |                                     |                                     |                                     |                                     | 3                             | Giappone                                          | 2                                                 |                                                   |                                                   |                                                   |                                     |
|                                                           |                                                           |                                                           |                                                           |                                                           |  | 2                                  | Corea del Sud                      | 3                                  |                                    | Namangan, Uzbekistan (terra indoor) | Namangan, Uzbekistan (terra indoor) | Namangan, Uzbekistan (terra indoor) | Namangan, Uzbekistan (terra indoor) |                               |                                                   | Uzbekistan                                        | 3                                                 |                                                   |                                                   |                                     |
|                                                           |                                                           |                                                           |                                                           |                                                           |  |                                    |                                    |                                    |                                    |                                     | Uzbekistan                          | 4                                   |                                     |                               |                                                   |                                                   |                                                   |                                                   |                                                   |                                     |
|                                                           |                                                           |                                                           |                                                           |                                                           |  |                                    |                                    |                                    |                                    |                                     | 2                                   | Corea del Sud                       | 1                                   |                               |                                                   |                                                   |                                                   |                                                   |                                                   |                                     |
| Thailandia retrocessa al Group II della Coppa Davis 2010. | Thailandia retrocessa al Group II della Coppa Davis 2010. | Thailandia retrocessa al Group II della Coppa Davis 2010. | Thailandia retrocessa al Group II della Coppa Davis 2010. | Thailandia retrocessa al Group II della Coppa Davis 2010. |  |                                    |                                    |                                    |                                    |                                     |                                     |                                     |                                     |                               | Squadre vincenti ammesse ai World Group Play-off. | Squadre vincenti ammesse ai World Group Play-off. | Squadre vincenti ammesse ai World Group Play-off. | Squadre vincenti ammesse ai World Group Play-off. | Squadre vincenti ammesse ai World Group Play-off. |                                     |

## Gruppo II
|                                                               | Play-off 10-12 luglio                                         | Play-off 10-12 luglio                                         | Play-off 10-12 luglio                                         |                                                               |                                                  | 1º turno 6-8 marzo                               | 1º turno 6-8 marzo                               | 1º turno 6-8 marzo                               |                                |                                | 2º turno 10-12 luglio                        | 2º turno 10-12 luglio                        | 2º turno 10-12 luglio                        |                                              |                                                       | 3º turno 18-20 settembre                              | 3º turno 18-20 settembre                              | 3º turno 18-20 settembre                              |                                                       |                                  |
|                                                               |                                                               |                                                               |                                                               |                                                               |                                                  |                                                  |                                                  |                                                  |                                |                                |                                              |                                              |                                              |                                              |                                                       |                                                       |                                                       |                                                       |                                                       |                                  |
|                                                               |                                                               |                                                               |                                                               |                                                               |                                                  | Hong Kong, Hong Kong (cemento)                   |                                                  |                                                  |                                |                                |                                              |                                              |                                              |                                              |                                                       |                                                       |                                                       |                                                       |                                                       |                                  |
|                                                               |                                                               |                                                               |                                                               |                                                               |                                                  | 1                                                | Filippine                                        | 4                                                |                                |                                |                                              |                                              |                                              |                                              |                                                       |                                                       |                                                       |                                                       |                                                       |                                  |
|                                                               | Hong Kong, Hong Kong (cemento)                                | Hong Kong, Hong Kong (cemento)                                | Hong Kong, Hong Kong (cemento)                                | Hong Kong, Hong Kong (cemento)                                |                                                  |                                                  | Hong Kong                                        | 1                                                |                                |                                | Manila, Filippine (terra indoor)             | Manila, Filippine (terra indoor)             | Manila, Filippine (terra indoor)             | Manila, Filippine (terra indoor)             | Manila, Filippine (terra indoor)                      |                                                       |                                                       |                                                       |                                                       |                                  |
|                                                               |                                                               | Hong Kong                                                     | 5                                                             |                                                               |                                                  |                                                  |                                                  |                                                  |                                | 1                              | Filippine                                    | 3                                            |                                              |                                              |                                                       |                                                       |                                                       |                                                       |                                                       |                                  |
|                                                               |                                                               | Oman                                                          | 0                                                             |                                                               | Mascate, Oman (cemento)                          | Mascate, Oman (cemento)                          | Mascate, Oman (cemento)                          | Mascate, Oman (cemento)                          |                                | 4                              | Pakistan                                     | 2                                            |                                              |                                              |                                                       |                                                       |                                                       |                                                       |                                                       |                                  |
|                                                               |                                                               |                                                               |                                                               |                                                               | 4                                                | Pakistan                                         | 4                                                |                                                  |                                |                                |                                              |                                              |                                              |                                              |                                                       |                                                       |                                                       |                                                       |                                                       |                                  |
|                                                               |                                                               |                                                               |                                                               |                                                               |                                                  |                                                  | Oman                                             | 1                                                |                                |                                |                                              |                                              |                                              |                                              |                                                       | Manila, Filippine (terra indoor)                      | Manila, Filippine (terra indoor)                      | Manila, Filippine (terra indoor)                      | Manila, Filippine (terra indoor)                      | Manila, Filippine (terra indoor) |
|                                                               |                                                               |                                                               |                                                               |                                                               |                                                  |                                                  |                                                  |                                                  |                                |                                |                                              |                                              |                                              |                                              |                                                       | 1                                                     | Filippine                                             | 4                                                     |                                                       |                                  |
|                                                               |                                                               |                                                               |                                                               |                                                               |                                                  | Surakarta, Indonesia (cemento)                   | Surakarta, Indonesia (cemento)                   | Surakarta, Indonesia (cemento)                   | Surakarta, Indonesia (cemento) | Surakarta, Indonesia (cemento) |                                              |                                              |                                              |                                              |                                                       | 2                                                     | Nuova Zelanda                                         | 1                                                     |                                                       |                                  |
|                                                               |                                                               |                                                               |                                                               |                                                               |                                                  |                                                  | Indonesia                                        | 3                                                |                                |                                |                                              |                                              |                                              |                                              |                                                       |                                                       |                                                       |                                                       |                                                       |                                  |
|                                                               | Kuala Lumpur, Malaysia (cemento indoor)                       | Kuala Lumpur, Malaysia (cemento indoor)                       | Kuala Lumpur, Malaysia (cemento indoor)                       | Kuala Lumpur, Malaysia (cemento indoor)                       |                                                  | 3                                                | Kuwait                                           | 2                                                |                                |                                | New Plymouth, Nuova Zelanda (cemento indoor) | New Plymouth, Nuova Zelanda (cemento indoor) | New Plymouth, Nuova Zelanda (cemento indoor) | New Plymouth, Nuova Zelanda (cemento indoor) | New Plymouth, Nuova Zelanda (cemento indoor)          |                                                       |                                                       |                                                       |                                                       |                                  |
|                                                               | 3                                                             | Kuwait                                                        | 1                                                             |                                                               |                                                  |                                                  |                                                  |                                                  |                                |                                | Indonesia                                    | 0                                            |                                              |                                              |                                                       |                                                       |                                                       |                                                       |                                                       |                                  |
|                                                               |                                                               | Malaysia                                                      | 4                                                             |                                                               | North Shore City, Nuova Zelanda (cemento indoor) | North Shore City, Nuova Zelanda (cemento indoor) | North Shore City, Nuova Zelanda (cemento indoor) | North Shore City, Nuova Zelanda (cemento indoor) |                                | 2                              | Nuova Zelanda                                | 5                                            |                                              |                                              |                                                       |                                                       |                                                       |                                                       |                                                       |                                  |
|                                                               |                                                               |                                                               |                                                               |                                                               |                                                  | Malaysia                                         | 0                                                |                                                  |                                |                                |                                              |                                              |                                              |                                              |                                                       |                                                       |                                                       |                                                       |                                                       |                                  |
|                                                               |                                                               |                                                               |                                                               |                                                               |                                                  | 2                                                | Nuova Zelanda                                    | 5                                                |                                |                                |                                              |                                              |                                              |                                              |                                                       |                                                       |                                                       |                                                       |                                                       |                                  |
| Oman e Kuwait retrocesse al Group III della Coppa Davis 2010. | Oman e Kuwait retrocesse al Group III della Coppa Davis 2010. | Oman e Kuwait retrocesse al Group III della Coppa Davis 2010. | Oman e Kuwait retrocesse al Group III della Coppa Davis 2010. | Oman e Kuwait retrocesse al Group III della Coppa Davis 2010. |                                                  |                                                  |                                                  |                                                  |                                |                                |                                              |                                              |                                              |                                              | Filippine promossa al Group I della Coppa Davis 2010. | Filippine promossa al Group I della Coppa Davis 2010. | Filippine promossa al Group I della Coppa Davis 2010. | Filippine promossa al Group I della Coppa Davis 2010. | Filippine promossa al Group I della Coppa Davis 2010. |                                  |

## Gruppo III
|   | Pool A                      | PAC | LIB | TJK | SIN |   |                      | Pool B | SRI | SYR | KSA | IRI |
| 1 | Comunità del Pacifico (3-0) |     | 2-1 | 3-0 | 3-0 | 1 | Sri Lanka (3-0)      |        | 3-0 | 3-0 | 2-1 |     |
| 2 | Libano (2-1)                | 1-2 |     | 2-1 | 2-1 | 2 | Siria (2-1)          | 0-3    |     | 3-0 | 3-0 |     |
| 3 | Tagikistan (1-2)            | 0-3 | 1-2 |     | 3-0 | 3 | Arabia Saudita (1-2) | 0-3    | 0-3 |     | 2-1 |     |
| 4 | Singapore (0-3)             | 0-3 | 1-2 | 0-3 |     | 4 | Iran (0-3)           | 1-2    | 0-3 | 1-2 |     |     |

Le prime due squadre di ciascun gruppo avanzano ai play-offs per il 1º-4º posto, le ultime due invece ai play-offs per il 5º-8º posto. I risultati scritti in corsivo indicano quei risultati ottenuti nei pool di partenza, nel senso che nei Pool Promozione e Retrocessione non vengono disputati incontri già avvenuti nei Pool A e B, bensì viene conservato il risultato già registrato.
|   | Promotion Pool              | PAC | SRI | SYR | LIB |   |                      | Relegation Pool | KSA | IRI | TJK | SIN |
| 1 | Comunità del Pacifico (3-0) |     | 3-0 | 2-1 | 2-1 | 1 | Arabia Saudita (3-0) |                 | 2-1 | 3-0 | 3-0 |     |
| 2 | Sri Lanka (2-1)             | 0-3 |     | 3-0 | 3-0 | 2 | Iran (2-1)           | 1-2             |     | 2-1 | 3-0 |     |
| 3 | Siria (1-2)                 | 1-2 | 0-3 |     | 3-0 | 3 | Tagikistan (1-2)     | 0-3             | 1-2 |     | 3-0 |     |
| 4 | Libano (0-3)                | 1-2 | 0-3 | 0-3 |     | 4 | Singapore (0-3)      | 0-3             | 0-3 | 0-3 |     |     |

- Comunità del Pacifico e  Sri Lanka promosse al Group II nel 2010.
- Tagikistan e  Singapore retrocesse al Group IV nel 2010.

## Group IV
|   | Pool A                    | VIE | UAE | BHR | YEM | IRQ |   |                    | Pool B | BAN | JOR | QAT | MYA | TKM |
| 1 | Vietnam (3-0)             |     | 2-1 | 3-0 | 3-0 |     | 1 | Bangladesh (4-0)   |        | 2-1 | 3-0 | 2-1 | 3-0 |     |
| 2 | Emirati Arabi Uniti (2-1) | 1-2 |     | 2-1 | 3-0 |     | 2 | Giordania (3-1)    | 1-2    |     | 3-0 | 2-1 | 3-0 |     |
| 3 | Bahrein (1-2)             | 0-3 | 1-2 |     | 2-1 |     | 3 | Qatar (2-2)        | 0-3    | 0-3 |     | 2-1 | 3-0 |     |
| 4 | Yemen (0-3)               | 0-3 | 0-3 | 1-2 |     |     | 4 | Birmania (1-3)     | 1-2    | 1-2 | 1-2 |     | 3-0 |     |
| 5 | Iraq ()                   |     |     |     |     |     | 5 | Turkmenistan (0-4) | 0-3    | 0-3 | 0-3 | 0-3 |     |     |

- Bangladesh e  Vietnam promosse al Group III nel 2010.